# Percival John Montague
Percival John Montague, kanadski general, * 1882, † 1966.